# North Eagle Butte
North Eagle Butte é uma Região censo-designada localizada no estado norte-americano de Dakota do Sul, no Condado de Dewey.

## Demografia
Segundo o censo norte-americano de 2000, a sua população era de 2163 habitantes.

## Geografia
De acordo com o United States Census Bureau tem uma área de
33,0 km², dos quais 32,9 km² cobertos por terra e 0,1 km² cobertos por água.

## Localidades na vizinhança
O diagrama seguinte representa as localidades num raio de 40 km ao redor de North Eagle Butte.